# Montcheutin
Montcheutin ist eine französische Gemeinde mit 111 Einwohnern (Stand 1. Januar 2022) im Département Ardennes in der Region Grand Est (vor 2016 Champagne-Ardenne). Sie gehört zum Arrondissement Vouziers, zum Kanton Attigny und zum Gemeindeverband Argonne Ardennaise.

## Geografie
Die Gemeinde Montcheutin liegt in einem Seitental der oberen Aisne, 16 Kilometer südöstlich von Vouziers. Im Südwesten hat die Gemeinde einen Anteil am ehemaligen Militärflugplatz Base Aérienne de Vouziers-Séchault. Umgeben wird Montcheutin von den Nachbargemeinden Senuc im Nordosten, Grandham im Osten, Autry im Süden, Bouconville im Südwesten, Séchault im Westen sowie Challerange und Vaux-lès-Mouron im Nordwesten.

## Bevölkerungsentwicklung
| Jahr                       | 1962 | 1968 | 1975 | 1982 | 1990 | 1999 | 2006 | 2013 | 2019 |
| -------------------------- | ---- | ---- | ---- | ---- | ---- | ---- | ---- | ---- | ---- |
| Einwohner                  | 196  | 166  | 159  | 136  | 113  | 118  | 137  | 147  | 115  |
| Quellen: Cassini und INSEE |      |      |      |      |      |      |      |      |      |

## Sehenswürdigkeiten

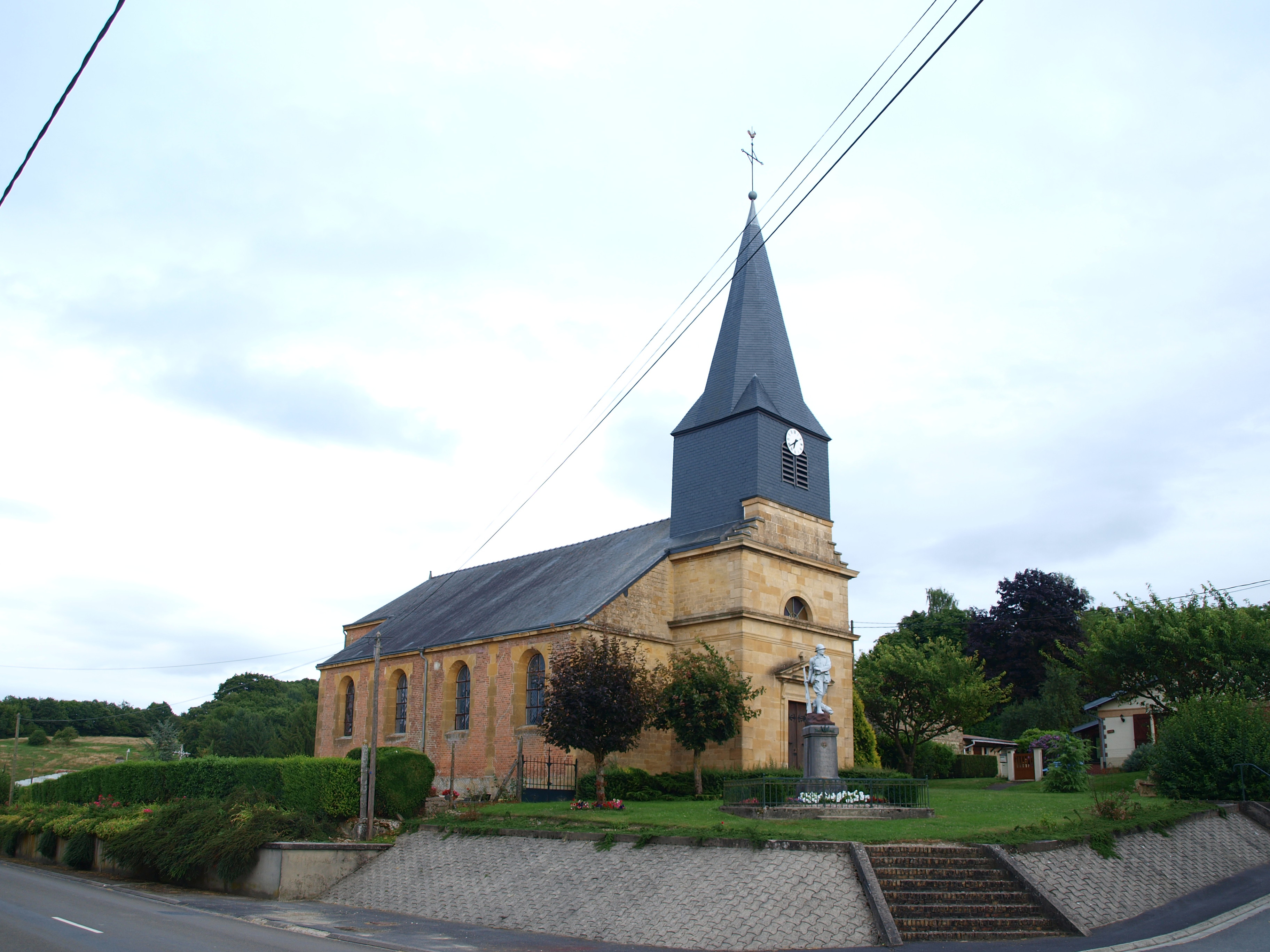
Kirche Notre-Dame
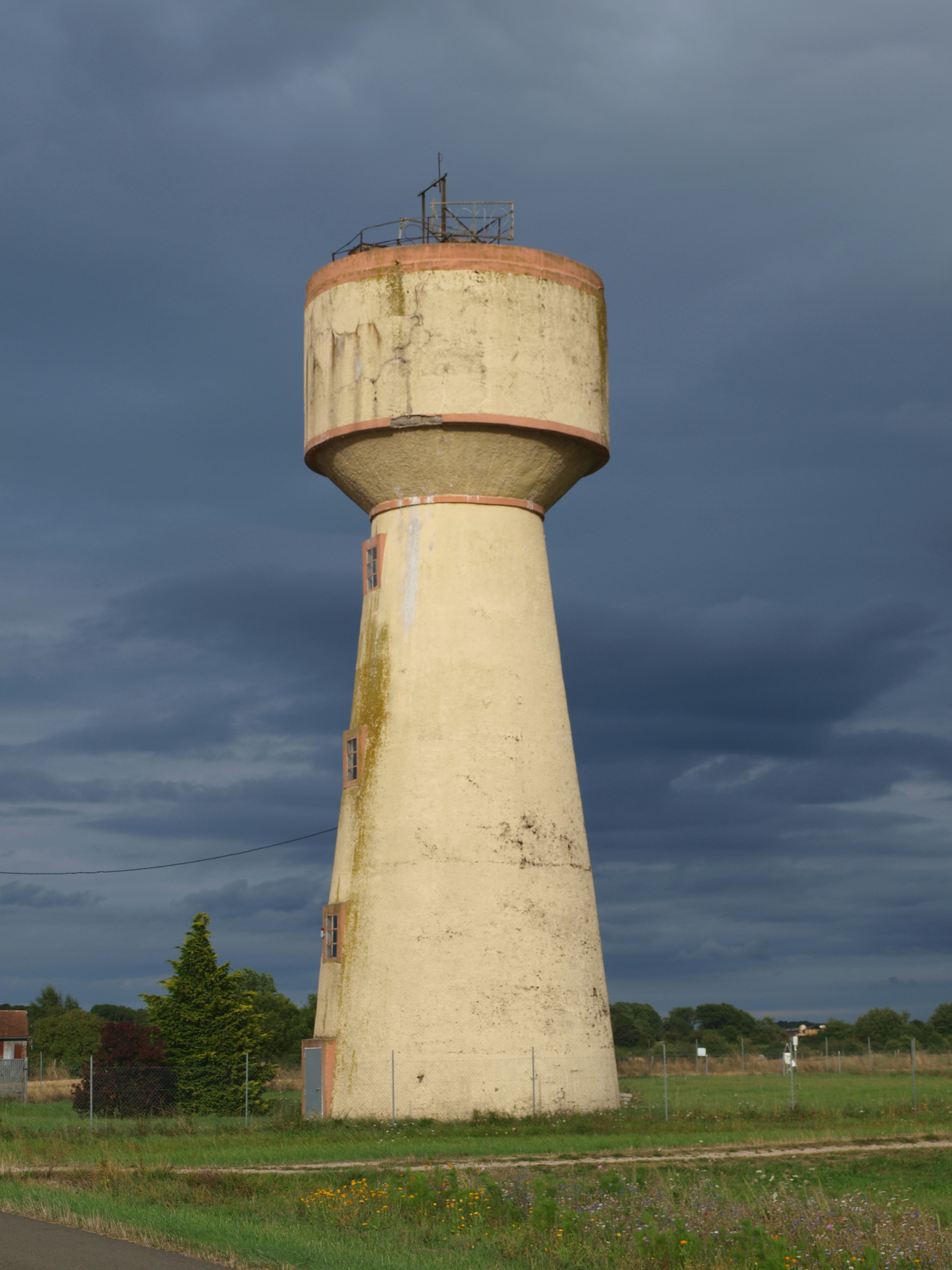
Wasserturm

- Kirche Notre-Dame
- Wasserturm